# Przewodność cieplna
Przewodność cieplna (właściwa), przewodnictwo cieplne (właściwe), współczynnik przewodzenia ciepła, współczynnik przewodności cieplnej, współczynnik przewodnictwa cieplnego (symbol: {\displaystyle \lambda } lub k) – właściwość fizyczna ciała opisująca zdolność substancji do przekazywania energii wewnętrznej przez przewodzenie ciepła. W tych samych warunkach więcej ciepła przepłynie przez substancję o większej przewodności cieplnej.

## Definicja współczynnik przewodności cieplnej
Dla ustalonego przepływu ciepła przez ciało w kształcie prostopadłościanu, które nie gromadzi ani nie wydziela ciepła, przewodzącego ciepło między przeciwległymi ściankami, ilość przekazanej energii cieplnej {\displaystyle Q} jest proporcjonalna do powierzchni przekroju poprzecznego przegrody {\displaystyle S,} różnicy temperatur {\displaystyle \Delta T} w kierunku przewodzenia ciepła, czasu przepływu ciepła {\displaystyle t} oraz jest odwrotnie proporcjonalna do grubości przegrody {\displaystyle d,} czyli
{\displaystyle Q=\lambda {\frac {S\,\Delta T\,t}{d}},}
gdzie: {\displaystyle \lambda } – współczynnik przewodności cieplnej.
Z powyższego wynika wzór:
{\displaystyle \lambda ={\frac {Q}{t}}{\frac {d}{S\Delta T}}.}
Jednostką współczynnika przewodzenia ciepła w układzie SI jest
{\displaystyle {\Bigg [}{\frac {J}{msK}}{\Bigg ]}={\Bigg [}{\frac {W}{mK}}{\Bigg ]}.}
Współczynnik ten zależy od substancji, w której ciepło przepływa.
Wyżej wymienione wzory są prawdziwe dla wymiany ciepła odbywającej się tylko przez jednorodną przegrodę cieplną oraz w warunkach takich, że nie występuje ani promieniowanie cieplne, ani konwekcja (te ostatnie dwa zjawiska nie są proporcjonalne do różnicy temperatur, ale zależą od innych fizycznych parametrów ciał).
W technice, szczególnie w budownictwie, model ten przyjmuje się dla przegród cieplnych w budowlach, w których oprócz przewodnictwa zachodzi na ich granicy konwekcja i promieniowanie.

## Strumień ciepła
Strumień ciepła, czyli iloraz ilości ciepła {\displaystyle dQ} do czasu trwania jego przepływu, określony dla powyższych warunków, wyrażony jest przez równania różniczkowe:
{\displaystyle {\frac {dQ}{dt}}(x,y,z)=-\lambda \cdot \operatorname {grad} T(x,y,z),}
gdzie: {\displaystyle \operatorname {grad} T} – gradient temperatury, czyli wektor, wskazujący na kierunek najszybszego spadku temperatury w danym punkcie:
W ośrodkach anizotropowych przewodzenie ciepła zależy od kierunku jego przepływu i może mieć inny kierunek niż gradient temperatury. Zależności takie dla stanu ustalonego można wyrazić przyjmując, że współczynnik przewodzenia ciepła jest tensorem drugiego rzędu.

## Właściwości
Współczynnik przewodzenia ciepła nie jest wielkością stałą, zależy od takich czynników jak m.in.: struktura ciała, ciśnienie, temperatura, gęstość, czy też wilgotność. Przy czym przy przeprowadzaniu obliczeń z zakresu wymiany ciepła najistotniejsza jest znajomość zależności współczynnika od temperatury.
W ciałach stałych przewodzenie ciepła zachodzi poprzez ruch swobodnych elektronów (głównie dla metali) oraz drgania atomów w sieci krystalicznej (dla dielektryków). Największymi wartościami współczynnika przewodzenia ciepła charakteryzują się metale, które są najlepszymi przewodnikami elektryczności. Dla dielektryków wartość {\displaystyle \lambda } waha się w granicach od 0,02 do 3,0 W/(m·K). Dlatego też materiały te stosowane są jako izolacje cieplne.
Stosunkowe niskie wartości współczynnika posiadają gazy oraz ciecze, gdzie mechanizm przewodzenia ciepła opiera się na zderzeniach cząstek oraz dyfuzji. Z tego względu materiały stosowane do izolacji często posiadają pory wypełnione powietrzem lub innym gazem.
Przeprowadzając obliczenia inżynierskie, przyjmuje się uśrednione wartości współczynnika przewodzenia ciepła podawane w tablicach.
| Materiał                                 | Przewodność cieplna W/(m·K) |
| ---------------------------------------- | --------------------------- |
| grafen                                   | 4840–5300                   |
| diament                                  | 900–2320                    |
| srebro                                   | 429                         |
| miedź                                    | 370–400                     |
| złoto                                    | 317                         |
| stopy aluminium                          | 200                         |
| mosiądz                                  | 110                         |
| nikiel                                   | 90,7                        |
| stal                                     | 58                          |
| żelbet                                   | 1,7                         |
| gleba                                    | 1,5                         |
| cegła                                    | 0,8                         |
| woda                                     | 0,6                         |
| gips                                     | 0,51                        |
| drewno                                   | 0,2                         |
| śnieg (suchy)                            | 0,05–0,25                   |
| słoma                                    | 0,05–0,08                   |
| perlit ekspandowany                      | 0,040–0,047                 |
| wełna szklana                            | 0,030–0,042                 |
| wełna mineralna                          | 0,035–0,045                 |
| celuloza                                 | 0,039                       |
| styropian                                | 0,036                       |
| polistyren ekstrudowany                  | 0,035                       |
| pianka poliuretanowa bez osłony          | 0,035                       |
| pianka poliuretanowa w szczelnej osłonie | 0,025                       |
| powietrze (nieruchome)                   | 0,025                       |
| aerożel                                  | 0,017                       |

Uwaga: Podane współczynniki przewodności cieplnej obowiązują dla temperatury 20 °C i wilgotności względnej 50%.